# Metacirolana sphaeromiformis
Metacirolana sphaeromiformis is een pissebed uit de familie Cirolanidae. De wetenschappelijke naam van de soort is voor het eerst geldig gepubliceerd in 1890 door Hansen.